# Kawachi (district)
Kawachi (河内郡, Kawachi-gun) is een district van de Japanse prefectuur Tochigi.
Op 1 april 2009 had het district een geschatte bevolking van 31.831 inwoners en een bevolkingsdichtheid van 584 inwoners per km². De totale oppervlakte bedraagt 54,52 km².

## Dorpen en gemeenten
- Kaminokawa

## Geschiedenis
- 1 april 1966 - Het dorp Kawachi wordt een gemeente (河内町, Kawachi-machi).
- 1 april 1971 - Het dorp Minamikawachi wordt een gemeente  (南河内町,Minamikawachi-machi).
- 1 juli 1994 - Het dorp Kamikawachi wordt een gemeente (上河内町, Kamikawachi-machi).
- Op 10 januari 2006 werden de gemeenten Minamikawachi van het district Kawachi en  Ishibashi en Kokubunji (beide van het District Shimotsuga) samengevoegd tot de nieuwe stad Shimotsuke.
- Op 31 maart 2007 werden de gemeenten Kamikawachi en Kawachi van het district Kawachi aangehecht bij de stad Utsunomiya.

Steden:
Ashikaga · Kanuma · Mōka · Nasukarasuyama · Nasushiobara · Nikkō · Ōtawara · Oyama · Sakura · Sano · Shimotsuke · Tochigi · Utsunomiya (hoofdstad) · Yaita

Districten:
Haga · Kawachi · Nasu · Shimotsuga · Shioya
Gemeenten per district